# NGC 5378
NGC 5378 é uma galáxia espiral barrada (SBa) localizada na direcção da constelação de Canes Venatici. Possui uma declinação de +37° 47' 50" e uma ascensão recta de 13 horas, 56 minutos e 50,9 segundos.
A galáxia NGC 5378 foi descoberta em 11 de Março de 1831 por John Herschel.